# Liga Mexicana del Pacífico 1965-66
La Temporada 1965-66 de la Liga Mexicana del Pacífico fue la 8.ª edición y comenzó el 11 de octubre de 1965.
Esta temporada fue de trascendencia histórica, pues el número de equipos alcanzó la cifra de ocho al incluirse los equipos de Tomateros de Culiacán y Venados de Mazatlán. La Liga cambió de nombre a Liga Invernal Sonora-Sinaloa al incorporarse Culiacán y Mazatlán.
Los Tomateros de Culiacán, debutando un 11 de octubre de 1965 enfrentando a los Cañeros de Los Mochis y tras 84 juegos de rol regular concluyen con récord de 32 ganados a cambio de 52 derrotas, lo que obviamente los colocó en el fondo del standing.
En esta temporada se lanzó un juego sin hit ni carrera.
La temporada finalizó el 16 de enero de 1966, con la coronación de los Yaquis de Ciudad Obregón al terminar en la primera posición del standing.

## Sistema de competencia

### Temporada regular
Se estableció un sistema de competencia de "todos contra todos", se programó un calendario corrido sin vueltas, jugándose 80 juegos, resultando campeón el equipo con mayor porcentaje de ganados y perdidos (primera posición). 

### Final
En caso de que hubiera empate entre los primeros dos lugares de la tabla en cuanto a ganados y perdidos, se jugaría una serie final a ganar 3 de 5 juegos.

## Calendario
- Número de Series: 2 series en casa x 7 equipos = 14 series + 14 series de visita = 28 series
- Número de Juegos: 28 series x 3 juegos =84 juegos

## Datos Sobresalientes
- Ramón Arano lanza un juego sin hit con carrera el 28 de diciembre de 1965, con Yaquis de Ciudad Obregón en contra de Venados de Mazatlán, siendo el número 4 de la historia de la LMP.

## Equipos participantes
| Liga Mexicana del Pacífico 1965-66 |           |                   |                        |                         |           |
| Equipo                             | Fundación | Mánager           | Ciudad                 | Estadio                 | Capacidad |
| Cañeros de Los Mochis              | 1947      | Guillermo Garibay | Los Mochis, Sinaloa    | Mochis                  | 6,000     |
| Mayos de Navojoa                   | 1950      | Tomas Herrera     | Navojoa, Sonora        | Revolución              | 3,200     |
| Naranjeros de Hermosillo           | 1944      | Por definir       | Hermosillo, Sonora     | Fernando M. Ortiz       | 5,000     |
| Ostioneros de Guaymas              | 1945      | Por definir       | Guaymas, Sonora        | "Abelardo L. Rodríguez" | 5,000     |
| Rieleros de Empalme                | 1948      | Ronaldo Camacho   | Empalme, Sonora        | Estrellas Empalmenses   | ***       |
| Tomateros de Culiacán              | 1965      | Nazario Moreno    | Culiacán, Sinaloa      | General Ángel Flores    | 4,000     |
| Venados de Mazatlán                | 1945      | Daniel Ríos       | Mazatlán, Sinaloa      | Teodoro Mariscal        | 4,000     |
| Yaquis de Ciudad Obregón           | 1947      | Manuel Magallón   | Ciudad Obregón, Sonora | Álvaro Obregón          | ***       |

## Standing
| Equipos                  | JJ | JG | JP | JE | JV   | PCT  |
| ------------------------ | -- | -- | -- | -- | ---- | ---- |
| Yaquis de Ciudad Obregón | 85 | 48 | 32 | 5  | -    | .600 |
| Rieleros de Empalme      | 85 | 48 | 36 | 1  | 2.0  | .571 |
| Mayos de Navojoa         | 85 | 46 | 37 | 2  | 3.5  | .554 |
| Cañeros de Los Mochis    | 85 | 45 | 39 | 1  | 5.0  | .536 |
| Naranjeros de Hermosillo | 85 | 40 | 44 | 1  | 10.0 | .476 |
| Ostioneros de Guaymas    | 84 | 37 | 45 | 2  | 12.0 | .451 |
| Venados de Mazatlán      | 87 | 36 | 47 | 4  | 13.5 | .434 |
| Tomateros de Culiacán    | 84 | 32 | 52 | -  | 18.0 | .381 |

| Campeón |

Nota: El campeón se definió por la primera posición en el standig.

## Cuadro de honor
| Equipos                  | Posición   |
| ------------------------ | ---------- |
| Yaquis de Ciudad Obregón | Campeón    |
| Rieleros de Empalme      | Subcampeón |
| Mayos de Navojoa         | 3° Lugar   |
| Cañeros de Los Mochis    | 4° Lugar   |
| Naranjeros de Hermosillo | 5° Lugar   |
| Ostioneros de Guaymas    | 6° Lugar   |
| Venados de Mazatlán      | 7° Lugar   |
| Tomateros de Culiacán    | 8° Lugar   |

## Designaciones
A continuación se muestran a los jugadores más valiosos de la temporada.
| Designación         | Ganador          | Equipo                   |
| ------------------- | ---------------- | ------------------------ |
| Jugador Más Valioso | Jorge Fitch      | Yaquis de Ciudad Obregón |
| Pitcher del Año     | José Peña        | Cañeros de Los Mochis    |
| Novato del año      | Felipe Leal      | Naranjeros de Hermosillo |
| Mánager del Año     | Manuel Magallón  | Yaquis de Ciudad Obregón |
| Mánager Campeón     | Guillermo Frayde | Yaquis de Ciudad Obregón |
| Campeón de Bateo    | Héctor Espino    | Naranjeros de Hermosillo |
| Campeón de Pitcheo  | Mario Peláez     | Venados de Mazatlán      |